# Żaneta Glanc
Żaneta Glanc (ur. 11 marca 1983 w Poznaniu) – polska lekkoatletka uprawiająca rzut dyskiem.

## Dokonania
Medalistka mistrzostw Polski seniorów ma w dorobku jedno złoto (Bydgoszcz 2009), cztery srebra (Poznań 2007, Bielsko-Biała 2010, Bydgoszcz 2011 i Bielsko-Biała 2012) oraz jeden brąz (Szczecin 2008). Stawała na podium mistrzostw kraju młodzieżowców oraz mistrzostw AZS.
W sezonie 2009 po zdobyciu srebrnego medalu uniwersjady uplasowała się tuż za podium – na czwartym miejscu – mistrzostw świata. Odpadła w eliminacjach czempionatu Starego Kontynentu w Barcelonie (2010). Mistrzyni Uniwersjady z 2011. Uczestniczka zimowego pucharu Europy w rzutach lekkoatletycznych.
Reprezentantka kraju na Igrzyska Olimpijskie w Pekinie (2008) i Londynie (2012). W Londynie zajęła 24 miejsce z wynikiem 59,88 m.
Rekord życiowy: 65,34 m (19 maja 2012, Halle).

## Progresja wyników
| Rok  | Odległość (m) | Miejsce w tabelach światowych | Źródło |
| ---- | ------------- | ----------------------------- | ------ |
| 2005 | 56,15         | 93.                           | [ 2 ]  |
| 2006 | 56,00         | 97.                           | [ 2 ]  |
| 2007 | 59,36         | 39.                           | [ 2 ]  |
| 2008 | 61,42         | 33.                           | [ 2 ]  |
| 2009 | 63,96         | 9.                            | [ 2 ]  |
| 2010 | 62,16         | 19.                           | [ 2 ]  |
| 2011 | 63,99         | 8.                            | [ 3 ]  |
| 2012 | 65,34         | 8.                            | [ 4 ]  |
| 2013 | 62,90         | 20.                           | [ 5 ]  |
| 2014 | 60,95         | 28.                           | [ 6 ]  |
| 2015 | 62,15         | 27.                           | [ 7 ]  |

## Osiągnięcia
| Rok  | Impreza                                 | Miejsce               | Lokata            | Wynik |
| ---- | --------------------------------------- | --------------------- | ----------------- | ----- |
| 2005 | Młodzieżowe mistrzostwa Europy          | Erfurt                | el. – 18. miejsce | 46,24 |
| 2007 | Zimowy puchar Europy w rzutach          | Jałta                 | 6. miejsce        | 52,87 |
| 2008 | Igrzyska olimpijskie                    | Pekin                 | –                 | NM    |
| 2009 | Zimowy puchar Europy w rzutach          | Teneryfa              | 2. miejsce        | 60,45 |
| 2009 | Uniwersjada                             | Belgrad               | 2. miejsce        | 60,57 |
| 2009 | Mistrzostwa świata                      | Berlin                | 4. miejsce        | 62,66 |
| 2009 | Światowy finał lekkoatletyczny IAAF     | Saloniki              | 2. miejsce        | 63,36 |
| 2010 | Zimowy puchar Europy w rzutach          | Arles                 | 2. miejsce        | 59,95 |
| 2010 | Mistrzostwa Europy                      | Barcelona             | el. – 13. miejsce | 55,50 |
| 2011 | Superliga drużynowych mistrzostw Europy | Sztokholm             | 3. miejsce        | 59,29 |
| 2011 | Uniwersjada                             | Shenzhen              | 1. miejsce        | 63,99 |
| 2011 | Mistrzostwa świata                      | Daegu                 | 4. miejsce        | 63,91 |
| 2012 | Igrzyska olimpijskie                    | Londyn                | el. – 23. miejsce | 59,88 |
| 2013 | Zimowy puchar Europy w rzutach          | Castellón de la Plana | 5. miejsce        | 59,67 |
| 2013 | Superliga drużynowych mistrzostw Europy | Gateshead             | 3. miejsce        | 61,70 |
| 2013 | Mistrzostwa świata                      | Moskwa                | 7. miejsce        | 62,90 |
| 2015 | Superliga drużynowych mistrzostw Europy | Czeboksary            | 2. miejsce        | 58,92 |
| 2016 | Igrzyska olimpijskie                    | Rio de Janeiro        | el. – 17. miejsce | 57,88 |